# باوتسن
باوتسن (به آلمانی: بواتزن) یک شهر در ایالت زاکسن آلمان است.

## خصوصیات
باوتسن ۳۹٬۷۴۳ نفر جمعیت دارد.

## خواهرخوانده
شهرهای ورمس، هایدلبرگ، درو، فرانسه، یابلنتس ناد نیسو و یلنگا گورا خواهرخوانده‌های باوتسن هستند.